# Jan David Pasteur
Pour les articles homonymes, voir Pasteur.
Jan David Pasteur, né le 23 mai 1753 à Leyde et mort le 9 janvier 1804 à La Haye, est un homme politique et diplomate néerlandais.

## Biographie
Très intelligent, Pasteur est diplômé en droit de l'université de Leyde à peine âgé de 13 ans. Il s'installe comme directeur des convois et des licences du village de 's-Gravendeel, sur le Dordtsche Kil, en 1776. 
Au début de la Révolution batave, en 1795, il est envoyé en mission en Angleterre. Chargé d'obtenir le retour des navires néerlandais réquisitionnés en Grande-Bretagne encore en guerre contre la France, sa mission est un échec. La République batave ayant déclaré la guerre à l'Angleterre, Pasteur rentre à La Haye et rentre au comité de la Marine en janvier 1796. Il en démissionne rapidement après son élection à la première assemblée nationale batave le 27 janvier par les habitants de Strijen. Marqué par son expérience londonienne, il prend la parole le 4 avril à l'assemblée où il se montre extrêmement dur contre le gouvernement britannique.  Le 18 juin, il est envoyé à Paris représenter la République batave dans les négociations avec les princes allemands, l'empereur François II et la France, avec Willem Anne Lestevenon. Mais les négociations n'aboutissent pas. Réélu le 2 août 1797, il préside l'ouverture des travaux de la nouvelle assemblée le 1er septembre.
Après le coup d'État du 22 janvier 1798, il est arrêté et emprisonné à la Huis ten Bosch, bien qu'étant de tendance unitariste. Sa libération a lieu après le 14 juillet 1798. Il est à nouveau élu député le mois suivant, devient secrétaire du Corps législatif jusqu'à sa mort, le 9 janvier 1804.
Il occupe son temps libre à traduire des ouvrages de sciences naturelles, comme les Relations de voyages autour du monde de James Cook ou les Voyages à l'intérieur de l'Afrique de François Le Vaillant.